# Edward José Productions
Edward José Productions, creditada, algumas vezes, como Feature Film Corporation ou Edward José Feature Film Corporation, foi uma companhia cinematográfica estadunidense da era do cinema mudo, que foi responsável pela produção de 3 filmes entre 1916 e 1920.

## Histórico

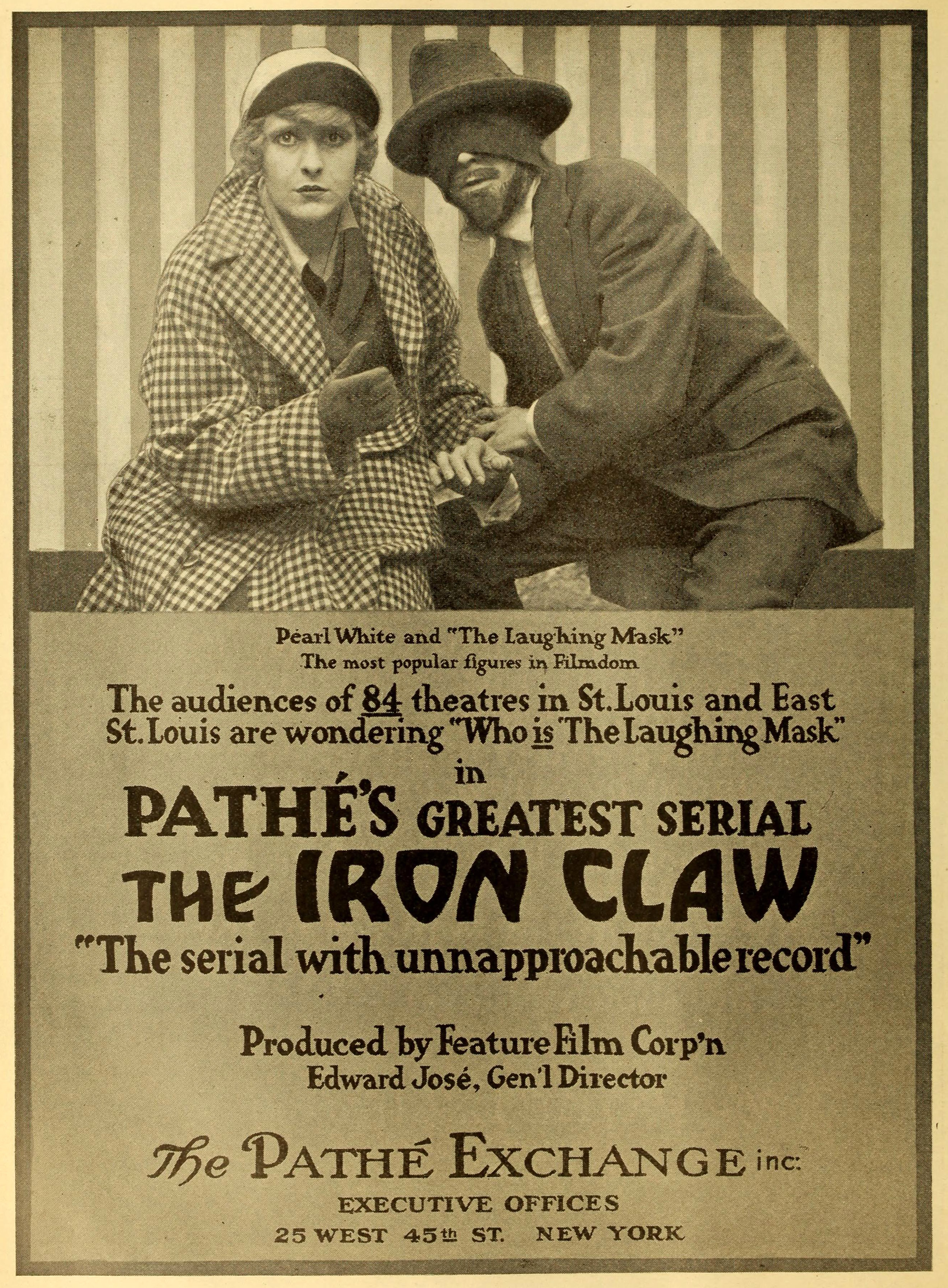
Cartaz do seriado The Iron Claw (1916), produção de Edward José, estrelado por Pearl White. O seriado foi distribuído pela Pathé.

A companhia cinematográfica pertencia ao ator e diretor belga Edward José (1880–1930) e os três filmes produzidos foram dirigidos por ele, os dois primeiros distribuídos pela Pathé e o terceiro pela Republic Distributing Corporation.
A primeira produção da companhia foi o seriado The Iron Claw, em 1916, estrelado por Pearl White; a segunda foi o filme The Light That Failed, em 1916, baseada na obra de Rudyard Kipling e adaptada por George B. Seitz; a terceira e última produção foi o filme Mothers of Men, de 1920.
Edward José também foi o co-fundador da Astra Film Corporation, que esteve ativa entre 1916 e 1920. Mesmo após a Edward José Productions encerrar as atividades, Edward José continuou dirigindo, para outros estúdios.

## Filmografia
- The Iron Claw (1916) (creditada Feature Film Corporation)
- The Light That Failed (1916) (creditada Feature Film Corporation)
- Mothers of Men (1920)